# Peter Dahm

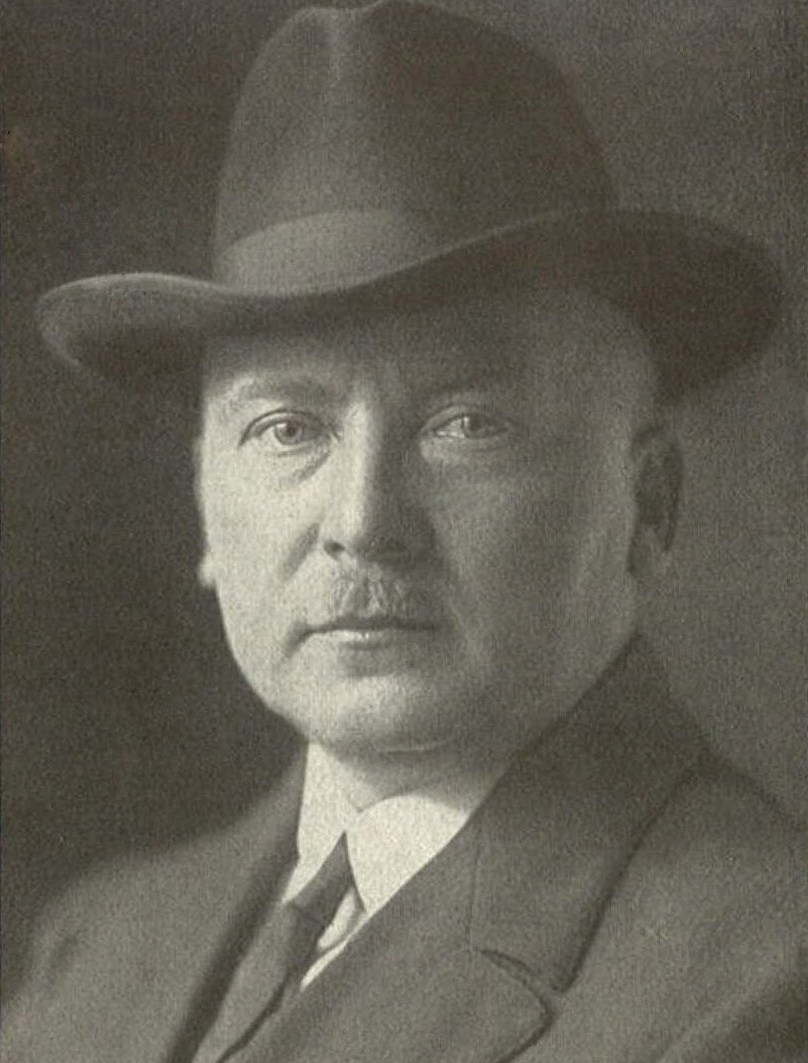
Peter Dahm

Peter Dahm (* 28. März 1877 in Aegidienberg; † 2. Februar 1947 ebenda) war ein deutscher Pianist und Hochschullehrer.

## Leben
Seinen ersten Klavierunterricht erhielt Peter Dahm bei Carl Rudisch in Linz am Rhein. 1893 setzte er seine Studien am Konservatorium in Köln fort, wo er auch Violinunterricht bei Joseph Schwartz nahm. Franz Wüllner zog ihn dann u. a. als Bratschisten zu den Gürzenichkonzerten heran. Auf diese Weise wirkte der junge Dahm in Konzerten unter Leitung von Richard Strauss, Vincent d’Indy, Felix Weingartner und anderen berühmten Dirigenten dieser Zeit mit.
In seinem Hauptfach Klavier wurde er Schüler von Max van de Sandt, der Schüler von Franz Liszt gewesen war. Als Pianist gab er Konzerte mit Werken von Bach, Beethoven, Schubert, Liszt u. a., die ihn über die Grenzen Deutschlands hinweg bekannt machten. Konzertreisen in die Niederlande und die Schweiz brachten ihm weitere außerordentliche Erfolge. Er galt Anfang des 20. Jahrhunderts als einer der führenden Klavierspieler. 1903 übertrug ihm dann Fritz Steinbach die Stelle als Hauptfachdozent für Klavier am Kölner Konservatorium.
Aus pädagogischen Gründen verzichtete Dahm auf eine pianistische Laufbahn und widmete sich der Musikerzieherlaufbahn. Auf seinem bisher improvisatorisch behandelten Spezialgebiete entwickelte er eine systematische Unterrichtsmethode. Er war der Erste gewesen, der trotz mancherlei Gegnerschaft, in Westdeutschland die „natürliche“ Klaviertechnik einführte, die er nach eingehendem Studium der Breithaupt'schen Lehre bewusst übernahm und ihr damit zu allgemeiner Anerkennung verhalf. 
Als das Kölner Konservatorium 1925 zur Staatlichen Musikhochschule Köln wurde, erhielt Peter Dahm eine Professur an dieser Anstalt, an der er über viele Jahre hinweg eine große Anzahl bedeutender Schüler heranbildete wie u. a. Karlrobert Kreiten, Gustav Classens, Bruno Vondenhoff und Fritz Zaun.
1944 trat Peter Dahm in den Ruhestand, den er in seinem Heimatort Aegidienberg (Siebengebirge) verlebte.